# Pneumoconioză
Pneumoconiozele sunt pneumopatii fibroase, cronice, cauzate de praful de cărbune, precum și alte substanțe inerte sau silicați aspirat pe căile respiratorii. Pneumoconiozele cauzate de inhalarea unor materiale inerte sunt de obicei asimptomatice și se caracterizează prin apariția unor infiltrate nodulare. Acest praf fin, format din particule microscopice, se depune în bronhii și în parenchimul pulmonar.  
Acestea pot include:
- Silicoză - inhalarea de silicați;
- Azbestoză - inhalarea de particule de azbest;
- Pneumoconioza minerului, sau antracoză - inhalarea particulelor de cărbune de către mineri;
- Berilioză - inhalarea de beriuliu;
- Boala Shaver - pulberi de alumuniu;
- Sideroză - inhalarea de oxizi de fier;
- Stanoză - inhalarea de oxid de staniu;
- Baritoză - inhalarea de săruri de bariu;
- Talcoză - inhalarea de silicat de magneziu;
- Bisinoză - apare la muncitorii din industria bumbacului.

Gravitatea bolii este determinată de timpul de expunere, cantitatea și mărimea particulelor de praf inspirat (care e de ordinul micronilor) și de întinderea teritoriilor pulmonare afectate. Plămânul suferă modificări funcționale generând o serie de simptome patologice, care depind mult de rezistența individuală a organismului.

## Forme de boală
Praful, printre altele, are o acțiune iritantă determinând o fibrozare a parenchimului pulmonar care poate fi de natură:
- forma malignă, cu o fibroză avansată, ceea ce înseamnă că parenchimul pulmonar este înlocuit cu țesut conjunctiv. După natura prafului care a determinat îmbolnăvirea, boala e numită silicoză (siliciu), antracoză (cărbune), talcoză (talc) sau azbestoză (în cazul prafului de azbest);
- forma benignă, o formă mai puțin gravă de pneumoconioză, aici încadrându-se bolile inflamatorii sau de natură alergică, fibro-nodulare, determinate de inhalarea de particule de praf inactive de aluminiu, beriliu sau fier.

Pneumoconiozele sunt considerate boli profesionale întâlnită frecvent la mineri. Cei care suferă de asemenea boli primesc o serie de avantaje financiare de la stat, ca tratamente gratuite sau pensionare mai timpurie.
Cea mai frecventă pneumoconioză este silicoza cu grade diferite de îmbolnăvire. Datorită frecvenței mari, Comitetul de Sănătate European a cuprins toate pneumoconiozele sub denumirea de „silicoză”.